# Williamsonia fletcheri
Williamsonia fletcheri – gatunek ważki z rodziny szklarkowatych (Corduliidae). Występuje na terenie Ameryki Północnej – w południowo-środkowej i południowo-wschodniej Kanadzie oraz północno-środkowych i północno-wschodnich USA.

## Charakterystyka
- Ubarwienie: przy podstawie brzucha ma on białe pierścienie. Twarz jest w kolorze ciemnobrązowym z jasnozielonymi oczami u samców i szarymi oczami u samic. Ma pomarańczowe pierścienie na większości brzucha i twarz w barwach pomarańczowo-brązowych.
- Wielkość: od 1,1 do 1,4 cala
- Sezon występowania: w Wisconsin od początku maja do początku lipca.
- Siedlisko: preferuje zalesione baseny torfowiskowe i torfowiska[4].